# لويس دياز (لاعب كرة طائرة)
لويس دياز (بالإسبانية: Luis Díaz)‏ (20 أغسطس 1983 في فنزويلا - ) هو لاعب كرة طائرة فنزويلا في مركز ضارب خارجي ‏. شارك في الألعاب الأولمبية الصيفية 2008. ولعب مع Associação Social e Esportiva Sada ‏.

## وصلات خارجية
- لويس دياز على موقع الاتحاد الأوروبي (الإنجليزية)
- لويس دياز على موقع Ligue Nationale de Volley (الفرنسية)
- لويس دياز على موقع دوري الدرجة الأولى الإيطالي للكرة الطائرة - رجال (الإيطالية)
- لويس دياز على موقع أوليمبيديا (الإنجليزية)